# Beatus

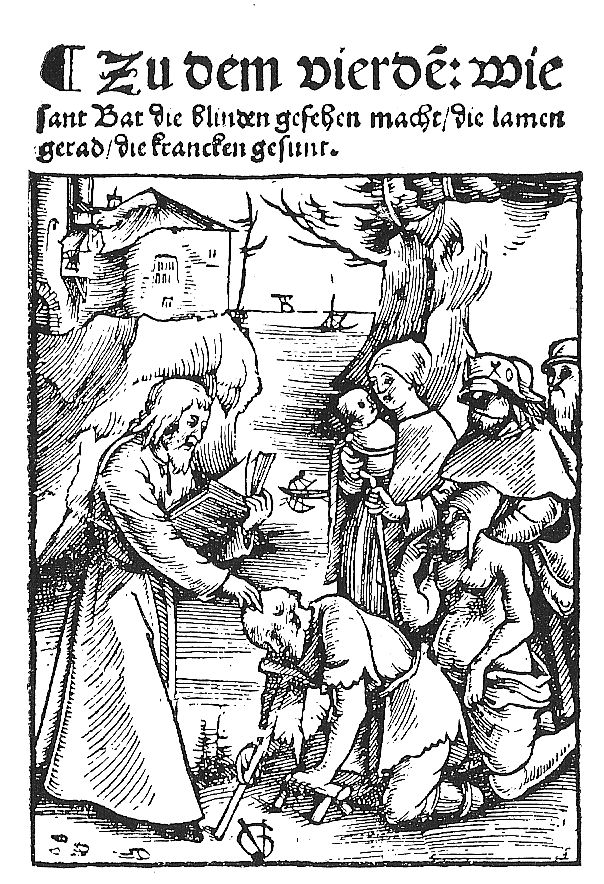
Beatus heilt einen Lahmen. Illustration von Urs Graf aus Das leben des heiligen bychtigers vnd einsidlers sant Batten, Basel 1511.

Beatus (lateinisch für „der Glückliche“) lebte angeblich als Einsiedler am Thunersee und soll von Petrus geweiht und beauftragt worden sein, die Schweiz zu bekehren.

## Legende

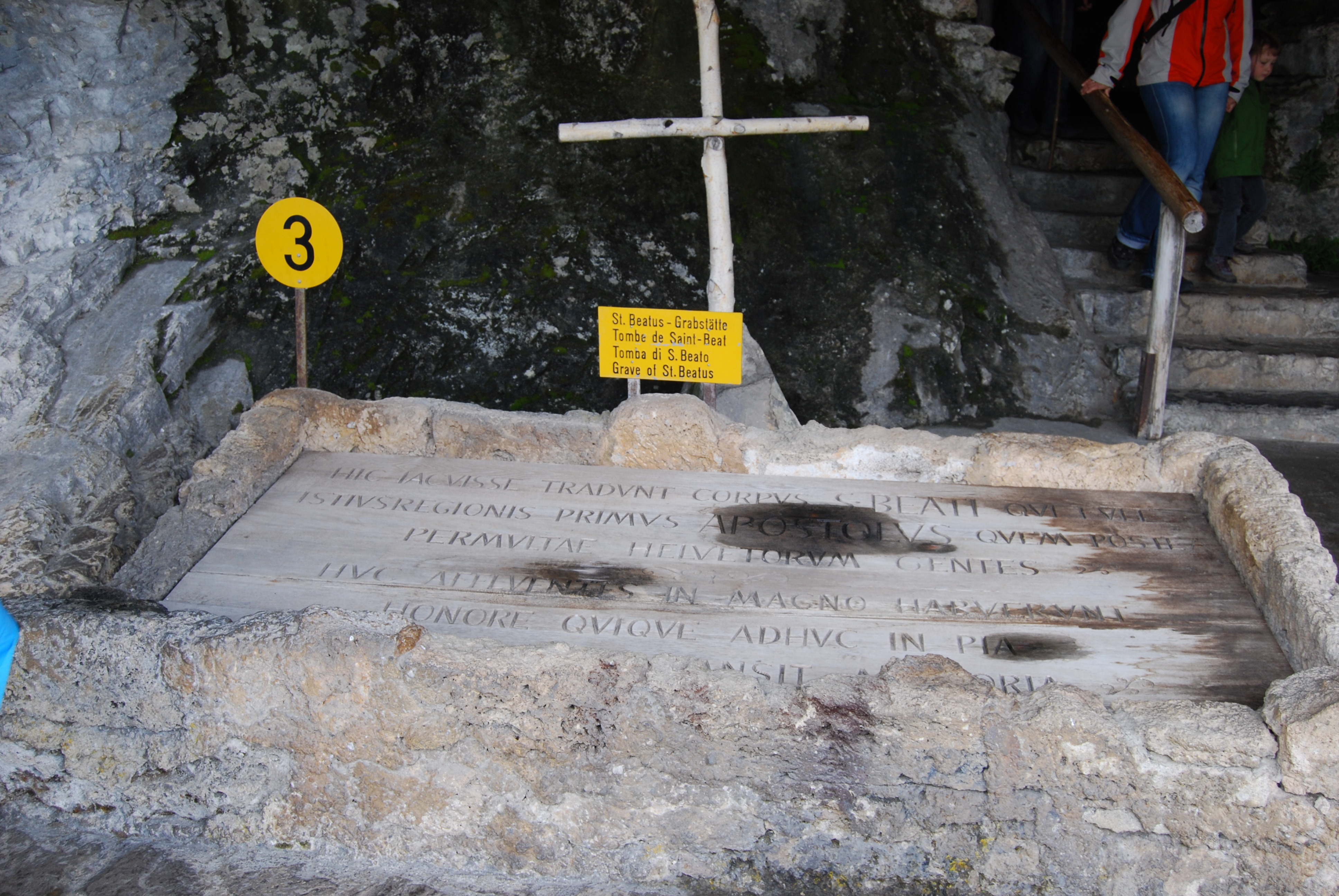
Grabstätte des heiligen Beatus am Eingang der Beatushöhlen

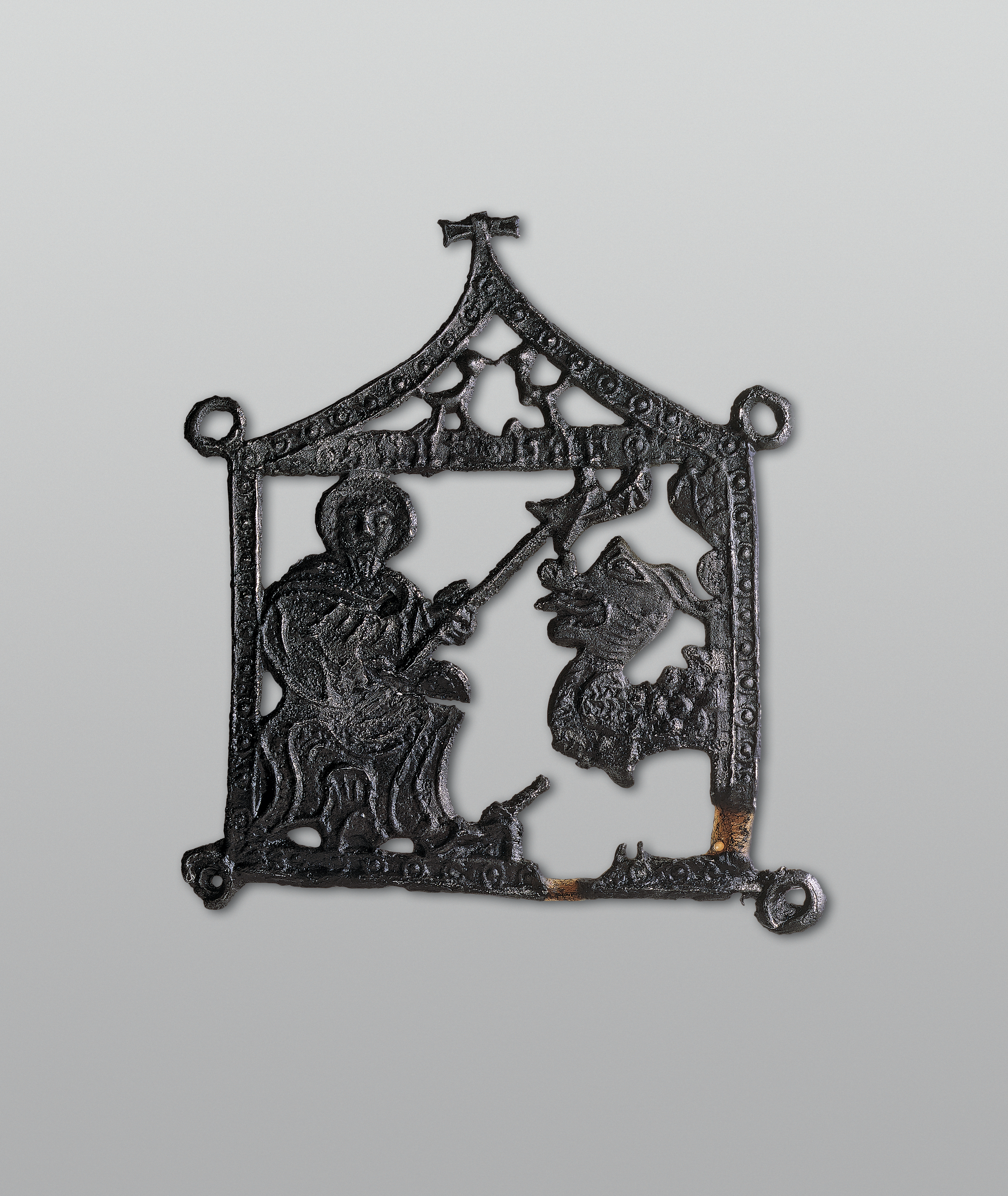
Pilgerzeichen mit dem heiligen Beatus (Historisches Museum Basel)

Beatus soll ursprünglich den Namen Suetonius getragen und im ersten Jahrhundert nach Christus in England gelebt haben. Er reiste nach Rom, nachdem er von Barnabas bekehrt und auf den Namen Beatus getauft wurde. Dort schloss er sich Petrus an und wurde Priester. Zusammen mit seinem Begleiter Achates brach er zum Predigen des Evangeliums nach einer Weisung des Papstes in das Gebiet nördlich der Alpen auf. Die Legende lässt ihn anschließend in einer Höhle bei Beatenberg am Thunersee als Einsiedler leben, wo er einen furchtbaren, die Gegend verwüstenden Drachen bekämpft haben soll und als Wohltäter des Landes um das Jahr 112 gestorben sei. Er sei auf eigenen Wunsch in der Nähe der Höhle beigesetzt worden. Anschließend seien Kranke, welche das Grab besuchten, von ihren Leiden befreit worden.
Bereits 1474 berichtete der Pilgerreisende Hans von Waltheim von seinem Besuch der Beatus-Höhle mit einigen kurzen Notizen über den Drachentöter Beatus, der demnach aus Frankreich stammte und dessen Anrufung gegen Krankheiten half. Im Jahr 1494 widmete Sebastian Brant dem Heiligen acht Verse im Rahmen seines das Eremitenleben feiernden Gedichtes In divi Onophrii laudem. Auf dem Einblattholzschnitt ist dem Beatus im Kampf mit dem aus der Höhle tretenden Drachen ein eigenes Bild gewidmet.
Die eigentliche Vita des Beatus wurde 1511 im Auftrag der Augustiner-Chorherren von Interlaken vom Basler Franziskaner Daniel Agricola zunächst auf Latein verfasst, noch im selben Jahr ins Deutsche übersetzt und soll sich auf eine karolingische Heiligenvita gestützt haben. Diese Schrift wurde mit Illustrationen von Urs Graf reich bebildert. Doch erzählte Agricola in seiner Vita, die er alten Codices entnommen haben will, lediglich die Geschichte des französischen Heiligen Beatus von Vendôme – auch er ein Drachen tötender Einsiedler – nach, die er um Kenntnisse lokaler Begebenheiten erweiterte. Sie erfuhr rasch Verbreitung und Beatus Rhenanus besuchte den Verfasser, um ihn nach den Grundlagen seiner Darstellung zu fragen, insbesondere nach den Quellen für den Geburtsnamen Suetonius des Beatus. Dieser antwortete, den Namen gewählt zu haben, weil er gelesen habe, Beatus sei aus Schweden (Suedia) gekommen; den Achates aber habe er in Anlehnung an Achates, den Gefährten des Aeneas in der römischen Mythologie, hinzuerfunden. Agricolas Vita bildete die Grundlage für spätere Erzählungen, insbesondere die von Petrus Canisius angefertigte Fassung, mit der Beatus zum Schweizer „Nationalheiligen“ erhoben wurde.
Den historischen Hintergrund der Legende bildete möglicherweise der iroschottische Abt Beatus des Klosters Honau im Elsassgau, dessen Mönche im 7./8. Jahrhundert die Innerschweiz missioniert haben sollen.
Beatus gilt als der Apostel der Schweiz. Bei Beatenberg am Thunersee wird seine Höhle gezeigt, die seit dem 13. Jahrhundert Wallfahrtsort ist. Sein Gedenktag ist der 9. Mai. Beat ist ein in der Schweiz häufiger Männername.

## Attribute, Patronagen
- Attribute: Einsiedler vor Höhle, Drache
- Patron der Schweiz; gegen Krebs und Pest